# Steinwehr (Adelsgeschlecht)
Steinwehr ist der Name eines holsteinischen Adelsgeschlechts, das sich noch im Mittelalter ins Herzogtum Pommern, späterhin auch nach Brandenburg, Magdeburg, Westfalen und Ostpreußen sowie weiteren deutschen Regionen ausbreitete.

## Geschichte
Das Geschlecht erscheint zuerst mit Marquardus de Stenwer, als dieser 1216 von Graf Albert von Holstein im Probsteier Ländchen belehnt wurde. In Pommern trat 1309 zuerst Johannes de Stenwere urkundlich in Erscheinung. Hier teilte sich die Familie frühzeitig in zwei wappenverschiedene Stämme, einen im nordwestlichen Hinterpommern auf Nemitz und eine im südwestlichen Hinterpommern mit dem Stammgut Woitfick. Letztere wurden 1435 mit Peter Steinwehr zuerst urkundlich genannt. Das Stammgut Woitfick wurde 1745 verkauft.

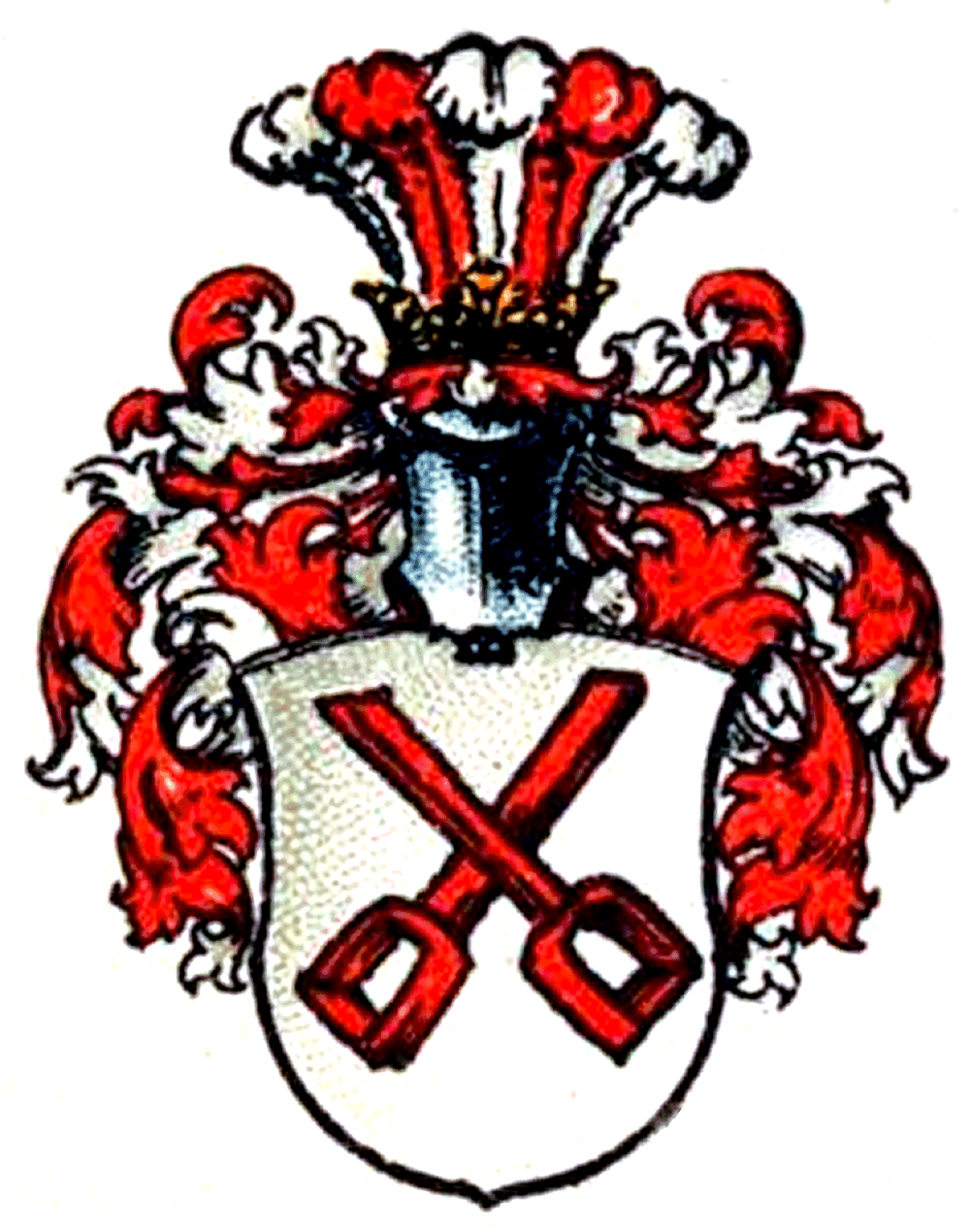
Stamm Woitfick
Wappenvariante

## Wappen
Das Wappen des Stammes Nemitz zeigt in Blau ein silber geharnischtes und gesporntes Bein, auf dem Helm mit blau-silbernen Decken drei rote Rosen vor drei (blau-silber-gold) Straußenfedern.
Das Wappen des Stammes Woitfick zeigt in Silber zwei goldene (rote) Steigbügel an geschränkten roten Riemen, auf dem Helm mit rot-silbernen Decken drei (oder auch neun) (gold-rot-blau) Straußenfedern.

## Angehörige
- Hippolytus Steinwehr († 1529), deutscher katholischer Priester
- Wolf Balthasar Adolf von Steinwehr (1704–1771), deutscher Historiker und Rechtswissenschaftler
- Johann Christian Wilhelm von Steinwehr (1711–1784), preußischer Generalmajor
- Gottfried Siegesmund von Steinwehr (1731–1797), preußischer Oberst und Chef der preußisch-pommersche Festungsartillerie
- Friedrich Wilhelm von Steinwehr (1733–1809), preußischer Generalleutnant
- Henriette Wilhelmine Elisabeth von Steinwehr (1768–1843), Äbtissin des evangelischen Damenstifts zum Heiligengrabe
- Wilhelm Ludwig Bogislav von Steinwehr (1774–1854), preußischer Generalleutnant, Ritter des Pour le Mérite
- Adolph von Steinwehr (1822–1877), deutsch-amerikanischer Offizier, Geograph und Kartograph
- Hellmuth von Steinwehr (1874–1951), deutscher Physiker